# Edward Drinker Cope
Edward Drinker Cope (Philadelphia, 28 juli 1840 – aldaar, 12 april 1897) was een Amerikaans paleontoloog.
Cope werd geboren in een Quaker gezin.
Al op jonge leeftijd raakte hij in de ban van de Natuurlijke Historie en in 1859 stuurde hij een verhandeling over de Salamandridae op naar de Academie van Natuurwetenschappen in Philadelphia.
Hij volgde zijn opleiding voor een deel aan de Universiteit van Pennsylvania en na verdere studie en reizen door Europa werd hij in 1865 aangesteld als curator van de Academie van Natuurwetenschappen, een post die hij bekleedde tot 1873. Van 1864 tot 1867 was hij professor in de  natuurwetenschappen aan het Haverford College en in 1889 werd hij aangesteld als professor in de geologie en paleontologie aan de Universiteit van Pennsylvania.
Hij specialiseerde zich in de studie van Amerikaanse fossiele gewervelden. Van 1871 tot 1877 voerde hij onderzoeken uit in de Krijt-lagen van Kansas en in het Tertiair van Wyoming en Colorado. In de loop van deze tijd ontdekte hij minstens 1000 nieuwe soorten en vele families van uitgestorven gewervelden.
Hieronder bevonden zich enkele van de oudst bekende zoogdieren, gevonden in New Mexico. Hij nam deel aan de Geological Survey van New Mexico (1874), Montana (1875) en Oregon en Texas (1877). Hij was een van de redacteuren van het blad American Naturalist.
Door de erfenis van zijn vader werd Cope op wat latere leeftijd een welgesteld man. Na 1881 raakte hij echter aan de bedelstaf door slechte investeringen in zilvermijnen. Zijn huwelijk liep hierdoor op de klippen. Hoewel een bekwaam geoloog - zijn mijnen leverden veel zilver op - was Cope een slecht zakenman: ze draaiden met verlies zodat de hoge omzet zijn kapitaal leegzoog. Cope gaf tot 1888 zo'n honderdduizend dollar aan zijn fossielenverzameling uit maar zou zich uiteindelijk gedwongen zien het grootste deel daarvan te verkopen.
Cope omhelsde onmiddellijk de nieuwe evolutietheorie van Charles Darwin. Binnen het raamwerk van die theorie was Cope de bedenker van de Wet van Cope die stelt dat diergroepen in de loop van de evolutie steeds grotere soorten voortbrengen. Copes denkbeelden over de menselijke evolutie droegen een sterk racistisch karakter. Net als bij Darwin zelf was er bij Cope op den duur sprake van een sterke neolamarckistische invloed.
Tijdgenoten beschrijven zijn persoonlijkheid als hartelijk. Hij maakte snel vrienden. Hij had echter ook een reputatie als rancuneuze ruziezoeker en rokkenjager.
De strijd die Cope uitvocht met Othniel Charles Marsh om de ontdekking van nieuwe fossielen staat bekend als de Bone Wars.
- Bibsys: 6059920
- Biblioteca Nacional de España: XX1231954
- Bibliothèque nationale de France: cb10522565w (data)
- Catàleg d'autoritats de noms i títols de Catalunya: 981060035680106706
- CiNii: DA12581771
- Stuttgart Database of Scientific Illustrators 1450–1950: 10002
- Gemeinsame Normdatei: 116668598
- International Standard Name Identifier: 0000 0000 8086 3949
- Library of Congress Control Number: n50017607
- Nationale Bibliotheek van Tsjechië: ola2002161476
- Nationale bibliotheek van Australië: 35801167
- Nationale Bibliotheek van Israël: 987007463085205171
- Nederlandse Thesaurus van Auteursnamen: 069690383
- Réseau des bibliothèques de Suisse occidentale: 02-A024127415
- SNAC: w6kp836z
- Système universitaire de documentation: 069352410
- Museum of New Zealand Te Papa Tongarewa: 45712
- Trove: 1093508
- Virtual International Authority File: 7451022
- WorldCat: E39PBJt8kcwhxdfPfcx8J9Btrq